# Encyclopædia Iranica
Encyclopædia Iranica är ett engelskspråkigt referensverk eller encyklopedi som innehåller information om iransk historia och civilisation. Den fokuserar på de iranska folkens språk, kultur, historia och geografi samt deras förhållande till andra kulturkretsar. Referensverket är alltså tvärvetenskapligt och faller inom iranistikens ämnesområden.
Encyclopædia Iranicas huvudförfattare från 1985 fram till 2017 var den framlidne iranisten Ehsan Yarshater vid Columbia University i USA. Sedan 1990 ges den ut av Encyclopaedia Iranica Foundation. Mellan 2018 och 2023 var Encyclopaedia Iranica Foundation och Columbia University oense om äganderätten till Encyclopædia Iranica.